# Helena (canção de My Chemical Romance)
"Helena" (às vezes intitulada "Helena (So Long & Goodnight)" em plataformas digitais como o iTunes) é uma música da banda de rock americana My Chemical Romance, presente em seu segundo álbum de estúdio, Three Cheers for Sweet Revenge (2004). Foi lançada para estações de rádio como o terceiro single do álbum em 8 de março de 2005. A música faz parte da trilha sonora do filme de 2005 intitulado "House of Wax" e toca durante os créditos finais. A canção foi fortemente inspirada na música "Helena" dos Misfits e recebeu o nome da avó de Gerard e Mikey Way, Elena Lee Rush.

## Recepção
"Helena" foi lançada nas rádios em 8 de março de 2005. O single tornou-se um sucesso moderado, tanto nos Estados Unidos quanto internacionalmente. Gerard Way afirmou em uma entrevista ao Channel V que a principal influência por trás de "Helena" veio da música "Aces High" do Iron Maiden e de faixas de The Ventures. Esta música é também o sexto single geral da My Chemical Romance. Gerard a descreveu como representando a imagem e o som da banda, sendo frequentemente usada para encerrar os shows. O single foi certificado como disco de ouro nos Estados Unidos. Apesar de alcançar uma posição inferior em relação ao sucesso anterior, "I'm Not Okay (I Promise)", no ranking Billboard Modern Rock Tracks, atingindo a posição número quatro, enquanto "Helena" atingiu a posição número 11, o single foi o primeiro grande sucesso do grupo a cruzar para o rádio Top 40, atingindo a posição número 33 na parada Billboard Hot 100, e ainda recebeu mais airplay em estações de rock alternativo.
A NME declarou que a música era uma das "20 Maiores Faixas Góticas" e que era "um momento crucial na interseção do gótico com o emo", afirmando que "MCR gerou um híbrido que garantiu que roupas pretas e delineador se tornassem, mais uma vez, a configuração padrão da rebelião adolescente". A Variety a classificou como uma das melhores músicas emo de todos os tempos em 2022.

## Videoclipe
O videoclipe foi filmado no local da Igreja Presbiteriana Immanuel, na Wilshire Boulevard, em Los Angeles, Califórnia, dirigido por Marc Webb e coreografado por Michael Rooney. O vídeo tem uma trama simples, com Gerard Way como um enlutado emocional em um funeral onde a banda está se apresentando. Também há enlutados que dançam e lamentam a morte de Helena. No final, o corpo morto de Helena (interpretado pela atriz e dançarina Tracy Phillips) se levanta e dança pelo corredor, representando a passagem para a vida após a morte. Após ela cair de volta no caixão, os carregadores do caixão (também interpretados pelos membros do My Chemical Romance e por um fã chamado Cameron) levam o caixão até o carro funerário (sob uma chuva intensa), cercados por uma fileira de homens e mulheres dançando com guarda-chuvas.
Embora a música em geral trate da avó falecida dos membros da banda, Gerard Way e Mikey Way, foi afirmado em uma entrevista que o vídeo contava uma história diferente. O videoclipe mostra o funeral de uma garota que, segundo Gerard Way, morreu tragicamente (possivelmente em um acidente de carro, conforme mencionado na ponte da música, "When both our cars collide." - "Quando ambos os nossos carros colidem." Isso também tem ligações com a última faixa de "I Brought You My Bullets, You Brought Me Your Love", que segue a história do casal Demolition Lovers que estão viajando de carro "And I would drive on to the end with you" - "E eu dirigiria até o final com você", história que também é seguida em "Three Cheers for Sweet Revenge"). O sexto carregador do caixão e a maioria dos enlutados são fãs que receberam e-mails da banda perguntando se gostariam de participar do vídeo.
Durante o vídeo "Making of...", encontrado como um bônus no CD e DVD de "Life on the Murder Scene", foi observado que Frank Iero, brincando sobre ter 1,45 de altura, pois, na verdade, não carregava nenhum peso do caixão, e que isso ficava por conta dos outros membros da banda e do sexto carregador serem mais altos que ele. Também foi notado que a chuva usada na sequência entre a igreja e o carro funerário não estava planejada, mas o diretor a utilizou a seu favor, pois contribuiu para o clima de um funeral.
O videoclipe foi indicado a cinco prêmios no MTV Video Music Awards de 2005: Melhor Vídeo de Rock, Melhor Coreografia, Melhor Artista Novo e os prêmios MTV2 e Escolha do Público (ambos escolhidos pelos telespectadores). Eles perderam para bandas como Green Day, Fall Out Boy e The Killers. Embora a banda não tenha vencido nenhum prêmio, eles fizeram uma apresentação surpresa da música no final do show. Eles também ganharam um prêmio no MTV Video Music Awards Latin America de Melhor Artista Novo - Internacional. Além disso, receberam um prêmio de Melhor Vídeo no Kerrang! Awards de 2005. Em novembro de 2005, o vídeo foi indicado a dois prêmios MTVU Woodie Awards (votados por estudantes universitários) e ganhou. Nas Filipinas, "Helena" atingiu um status cult devido à popularidade da música alternativa.
O vídeo também foi votado como o número um pelos telespectadores da MTV América Latina no "100 Most Wanted Videos" de 2005 e foi nomeado o décimo sétimo melhor videoclipe do século 21 desde 2000 pela Billboard em 24 de julho de 2018.

## Lista de faixas
| CD promocional Reino Unido |          |         |  |
| N.º                        | Título   | Duração |  |
| 1.                         | "Helena" | 3:22    |  |

| CD e Vinil promocional Reino Unido |                                      |         |  |
| N.º                                | Título                               | Duração |  |
| 1.                                 | "Helena"                             | 3:22    |  |
| 2.                                 | "I'm Not Okay (I Promise)" (ao vivo) |         |  |

| DVD Reino Unido |                                         |         |  |
| N.º             | Título                                  | Duração |  |
| 1.              | "Helena" (vídeo ao vivo)                |         |  |
| 2.              | "I'm Not Okay (I Promise)" (videoclipe) |         |  |

| CD Austrália |                                                                             |         |  |
| N.º          | Título                                                                      | Duração |  |
| 1.           | "Helena"                                                                    | 3:22    |  |
| 2.           | "I'm Not Okay (I Promise)" (ao vivo de Sessions@AOL)                        | 3:37    |  |
| 3.           | "You Know What They Do to Guys Like Us In Prison" (ao vivo de Sessions@AOL) | 3:40    |  |

| Single do iTunes |                                                                    |         |  |
| N.º              | Título                                                             | Duração |  |
| 1.               | "Helena" (ao vivo do Starland Ballroom em Sayreville, Nova Jérsia) | 4:14    |  |

## Paradas
| Paradas (2005)                                 | Posição mais alta |
| ---------------------------------------------- | ----------------- |
| Austrália (ARIA)                               | 78                |
| Alemanha (Offizielle Deutsche Charts)          | 67                |
| Irlanda (IRMA)                                 | 46                |
| Nova Zelândia (Recorded Music NZ)              | 27                |
| Escócia (Scottish Singles Chart)               | 19                |
| Reino Unido (UK Singles Chart)                 | 20                |
| UK Rock & Metal (OCC)                          | 1                 |
| US Billboard Hot 100                           | 33                |
| Estados Unidos (Billboard Alternative Airplay) | 11                |
| US Pop 100 (Billboard)                         | 32                |

## Histórico de lançamento
| Região      | Data                 | Gravadora       | Formato |
| ----------- | -------------------- | --------------- | ------- |
| Reino Unido | 2005                 | Reprise Eyeball | CD      |
| Reino Unido | 23 de maio de 2005   | Reprise Eyeball | Vinil   |
| Reino Unido | 23 de maio de 2005   | Reprise Eyeball | CD      |
| Reino Unido | 23 de maio de 2005   | Reprise Eyeball | DVD     |
| Austrália   | 22 de agosto de 2005 | Reprise Eyeball | CD      |